# Brian Johnston
Brian Johnston (1932-2013) var en britisk litteraturforsker, især kendt for sine arbeider om den norske dramatiker Henrik Ibsen (1828-1906), herunder hans tre indflydelsesrige bøger The Ibsen Cycle (1975, revideret 1992), To the Third Empire: Ibsen’s Early Drama (1980) og Text and Supertext in Ibsen’s Drama (1988).
En nøgle til at forstå Johnstons læsninger af Ibsen er hans understregning af den tyske filosof G.W.F. Hegels (1770-1831) indflydelse, især Åndens fenomenologi (1807), på Ibsens moderne samtidsdrama (se for eksempel introduktionen til The Ibsen Cycle, side 1-23).